# Carlos Carbonero
Carlos Mario Carbonero Mancilla (nascut el 25 de juliol de 1990) és un futbolista colombià que juga com a migcampista per al River Plate a la Primera Divisió de l'Argentina.